# Jan Adriaensens
Cesar Jan Adriaensens est un coureur cycliste professionnel belge, né le 6 juin 1932 à Willebroek dans la province d'Anvers et mort le 2 octobre 2018.

## Biographie
Professionnel de 1952 à 1961, il a remporté 25 victoires. Il a porté par deux fois le maillot jaune du Tour de France,  pendant un total de sept jours : trois jours durant le Tour de France 1956 pendant les étapes 12 à 14, et dans le Tour 1960 4 jours pendant les étapes 6 à 9.
Ces deux années-là, il termina également sur le podium du Tour, en se classant troisième.

## Palmarès
- 1951
  - 3e étape du Tour de Belgique amateurs
- 1952
  - Bierset-Namur-Bierset
  - 2e du De Drie Zustersteden
  - 3e de la Route de France
- 1953
  - Classement général du Circuit des six provinces
- 1954
  - Grote Prijs Dr. Eugeen Roggeman
  - 3e du Circuit de Belgique centrale
- 1955
  - Classement général du Tour du Maroc
  - Prix de Saint-Lievin-Esse
  - 2e de Escaut-Dendre-Lys
  - 3e du Week-end ardennais
  - 5e de la Flèche wallonne
  - 5e de Liège-Bastogne-Liège
- 1956
  - Tour du Brabant
  - Quatre Jours de Dunkerque :
    - Classement général
    - 1re et 4e (contre-la-montre) étapes

  - 3e du Tour de France
- 1957
  - 3e étape de Paris-Nice
  - 7e étape du Tour d'Espagne
  - 2e du Grand Prix de la Banque
  - 3e de Paris-Bruxelles
  - 3e du Tour du Tessin
  - 7e du Tour d'Espagne
  - 9e du Tour de France
- 1958
  - Circuit de l'Ouest à Mons :
    - Classement général
    - 2ea et 2eb (contre-la-montre) étapes

  - Tour du Tessin
  - 1reb étape du Tour du Latium (contre-la-montre par équipes)
  - 4e du Tour de France
- 1959
  - 2e du championnat de Belgique sur route
  - 3e du Circuit de l'Ouest à Mons
  - 6e du Tour de France
- 1960
  - 3e du Tour de France
  - 10e du Super Prestige Pernod
- 1961
  - Flèche hesbignonne-Cras Avernas
  - 10e du Tour de France

## Résultats sur les grands tours

### Tour de France
8 participations
- 1953 : 45e
- 1955 : 28e
- 1956 : 3e,  maillot jaune pendant 3 jours
- 1957 : 9e
- 1958 : 4e
- 1959 : 6e
- 1960 : 3e,  maillot jaune pendant 4 jours
- 1961 : 10e

### Tour d'Espagne
3 participations
- 1957 : 7e, vainqueur de la 7e étape
- 1959 : abandon (9e étape)
- 1961 : 17e

### Tour d'Italie
- 1958 : 11e
- 1960 : 12e